# Kadugede (plaats)
Kadugede is een bestuurslaag in het regentschap Kuningan van de provincie West-Java, Indonesië. Kadugede telt 4547 inwoners (volkstelling 2010).